# Hummer H3
El Hummer H3 es un automóvil todoterreno del fabricante estadounidense Hummer, producido de 2006 a 2010. Es similar al H2 en diseño, sin embargo dadas sus menores dimensiones y alto equipamiento tecnológico es considerado un todoterreno altamente capaz e incluso muchos medios estadounidenses lo consideran como uno de los mejores de su época, con capacidades incluso superiores que su competencia en un paquete muy lujoso por dentro. GM y AM General desarrollaron la plataforma GMT345 especialmente para el H3, que es una versión extensamente modificada de la GMT355 que es utilizada en la Chevrolet Colorado y GMC Canyon, con las cuales solo comparte menos del 10% de sus componentes. Esta plataforma fue reforzada y rediseñada en muchos aspectos que la hacen completamente diferente a la GMT355 y que permiten tener altas capacidades todoterreno. En la parte frontal cuenta con suspensión independiente de barras de torsión, mientras que en la parte trasera cuenta con eje sólido de muelles. Esta configuración le da capacidad de remolcar hasta 2.8 toneladas y tener una altura libre al piso de 27 centímetros, con capacidad de vadeo en cuerpos de agua de hasta 85 centímetros a 5 km/h. Cuenta con tracción permanente en las 4 ruedas (All wheel drive o AWD) que distribuye la tracción 40/60 con opción de bloqueo central que reparte 50/50 sin transferencia y una baja reductora de 2.64:1. Opcionalmente, se puede añadir el paquete Adventure que agrega opción de bloqueadores delanteros y traseros, relación de la baja de 4:1, amortiguadores reforzados, protección de carrocería y componentes vitales, y llantas de 33 pulgadas (285/75R16). Tiene un peso aproximado de 2,300 kilogramos. El H3 fue construido en Luisiana, Estados Unidos.Desde 2006 existen 10 versiones del Hummer H3 fue el carro màs grande hasta se formaba con 3 Hummer H1. 
| Modelo y versión                          | Potencia | Combustible | Tipo de coche |
| ----------------------------------------- | -------- | ----------- | ------------- |
| HUMMER H3 SUT 3.7 4P                      | 245 CV   | Gasolina    | Pick-up       |
| HUMMER H3 SUT 3.7 Aut 4P                  | 245 CV   | Gasolina    | Pick-up       |
| HUMMER H3 SUT 3.7 Luxury Aut 4P           | 245 CV   | Gasolina    | Pick-up       |
| HUMMER H3 SUT ALPHA 5.3 V8 Luxury Auto 4P | 315 CV   | Gasolina    | Pick-up       |
| HUMMER H3 SUV 5.3 V8 ALPHA 5P             | 315 CV   | Gasolina    | Todoterreno   |
| HUMMER H3 SUV 3.7 Adventure 5P            | 245 CV   | Gasolina    | Todoterreno   |
| HUMMER H3 SUV 3.7 Adventure Aut 5P        | 245 CV   | Gasolina    | Todoterreno   |
| HUMMER H3 SUV 3.7 Aut 5P                  | 245 CV   | Gasolina    | Todoterreno   |
| HUMMER H3 SUV 3.7 Luxury 5P               | 245 CV   | Gasolina    | Todoterreno   |
| HUMMER H3 SUV 3.7 Luxury Aut 5P           |          |             |               |

## Características
El Hummer H3 mide 4,74 metros de largo, 1,90 metros de ancho y 1,89 metros de alto. Tiene dos opciones de motorización: General Motors Vortec LLR de 3.7 litros con cinco
cilindros en línea, doble árbol de levas en culata y distribución variable que proporciona 245 HP a 5.600 revoluciones y un par motor de 242 Ib/pie a 3.600 vueltas, y el Vortec LH8 5.3 V8 de 315 HP y 320 IB/pie de torque especialmente modificado para la plataforma GMT345. Cuenta con opción de transmisión manual de cinco velocidades, además de la ya existente transmisión automática de cuatro velocidades con control electrónico Hydra-Matic 4L60E. Cuenta con sistema de tracción en las cuatro ruedas con control electrónico, que incluye control de tracción inteligente que modifica su torque y frenado de llantas independiente para maximizar tracción, el paquete opcional de bloqueadores de diferencial delanteros y traseros, sistema de frenado inteligente de booster electrónico que distribuye la fuerza de frenado en cada llanta y maximiza tracción,  y el sistema de control electrónico de estabilidad StabiliTrak, que se ofrece de serie. Dadas sus capacidades, el H3 ha recibido diversos premios de la prensa, y ha sido utilizado en diversas ocasiones como vehículo de competencia en carreras como la Baja 1000 donde Rod Hall ha obtenido resultados sobresalientes. Gracias a su equipamiento tecnológico y su diseño, es considerado técnicamente más capaz que sus rivales, que incluyen al Jeep Wrangler y Grand Cherokee, Land Rover LR4 Discovery, entre otros. A pesar de que la marca Hummer es relacionada con alto consumo de gasolina, el H3 tiene un consumo promedio de 6.8 km/L en su versión 5 cilindros y 6.3 Km/L en la versión Alpha V8.